# Flottille 34F

La flottille 34F est une flottille de l'aviation navale française créée le 9 septembre 1974. Elle a été mise en sommeil le 4 septembre 2020 et réactivé le 29 janvier 2021 lorsque l'escadrille 22S/ESHE devient la 34F/ESHE (École de spécialisation sur hélicoptères embarqués).

## Historique
La Flottille 34F, qui met alors en œuvre des hélicoptères Lynx, et mise en sommeil en septembre 2020, avant d’être recréée le 29 janvier 2021 pour absorber l’École de Spécialisation sur Hélicoptères Embarqués [ESHE], adossé jusqu'ici à l’escadrille 22S, appelée à disparaître.  L’ESHE/Flottille 34F utilisera des Dauphin N3.

## Bases
- BAN Saint-Raphaël (septembre 1974-décembre 1974)
- BAN Lanvéoc-Poulmic (depuis janvier 1975)
  - Détachement à la BAN de Hyères

## Appareils

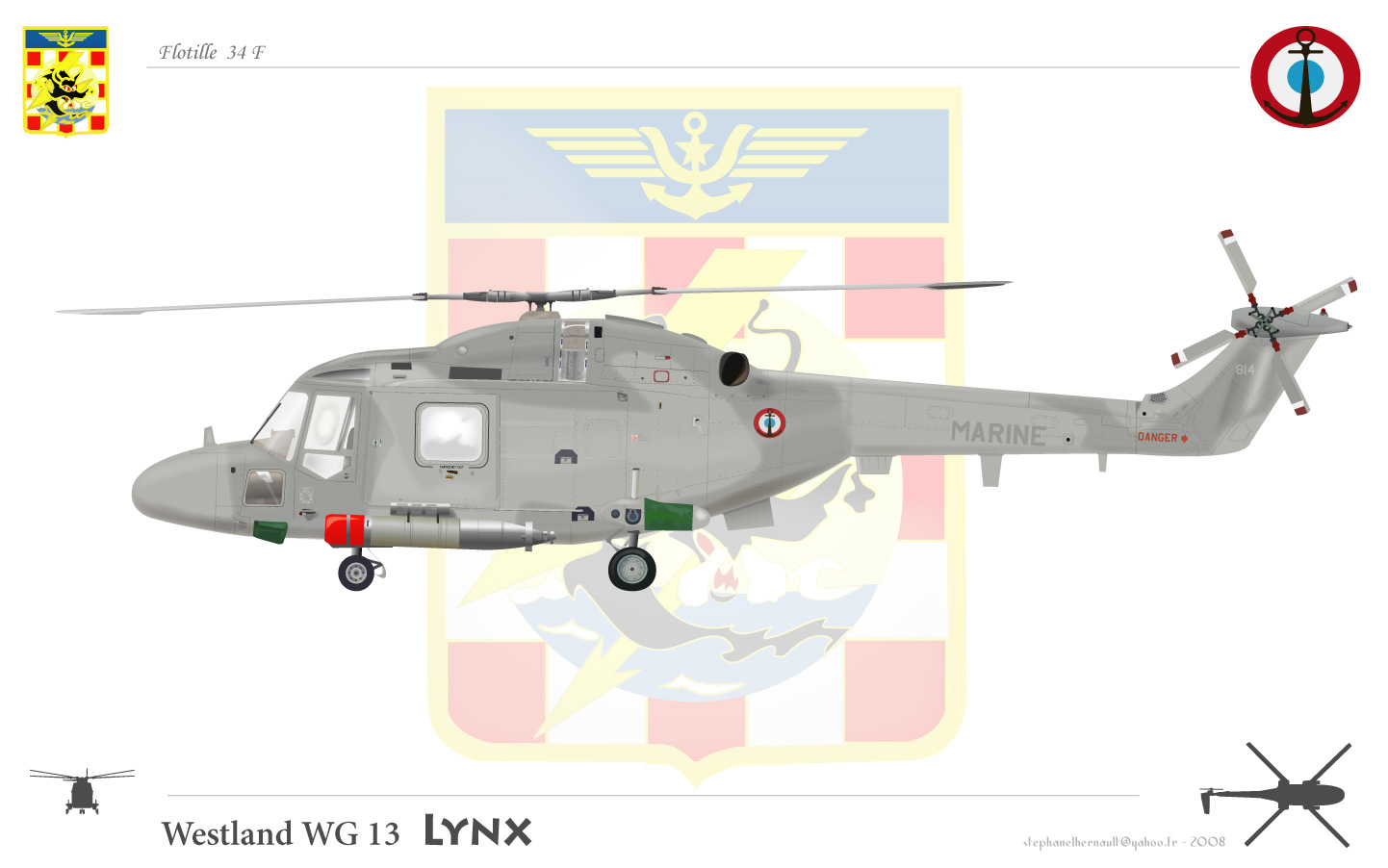
Un Lynx de la flottille 34F

- Alouette III (septembre 1974-juillet 1980)
- Lynx (octobre 1979-septembre 2020)
- Dauphin N3 (janvier 2021-...)